# 61400 Voxandreae
61400 Voxandreae este un asteroid din centura principală de asteroizi.

## Descriere
61400 Voxandreae este un asteroid din centura principală de asteroizi. A fost descoperit pe 25 august 2000 la Emerald Lane de Loren Ball. Asteroidul prezintă o orbită caracterizată de o semiaxă mare de 2,63 ua, o excentricitate de 0,13 și o înclinație de 11,1° în raport cu ecliptica.